# Orașele barocului târziu din Val di Noto
Sub denumirea Orașele barocului târziu din Val di Noto sunt înscrise pe lista patrimoniului mondial UNESCO opt orașe din sud-estul Siciliei care au fost reconstruite după cutremurul din anul 1693 în stil predominant baroc. Acestea sunt:
- Caltagirone
- Catania
- Militello in Val di Catania
- Modica
- Noto
- Palazzolo Acreide
- Ragusa
- Scicli

Val di Noto este denumirea regiunii geografice care corespunde colțului sudestic al insulei Sicilia. Din punct de vedere geologic este alcătuit din straturi de calcar, în care, datorită râurilor (majoritatea având caracter torențial) s-au format diferite forme de relief carstice, îndeosebi văi abrupte. Acest calcar a fost folosit ca material principal în decursul lucrărilor de reconstrucție a orașelor după cutremurul din 1693. Datorită expunerii la razele soarelui, calcarul alb în decursul secolelor s-a transformat în calcar cafeniu.
Istoricul italian Tommaso Fazello a descoperit în secolul al XVI-lea pe teritoriul orașului Palazzo Acreide ruinele orașului grecesc antic Akrai.

## Imagini

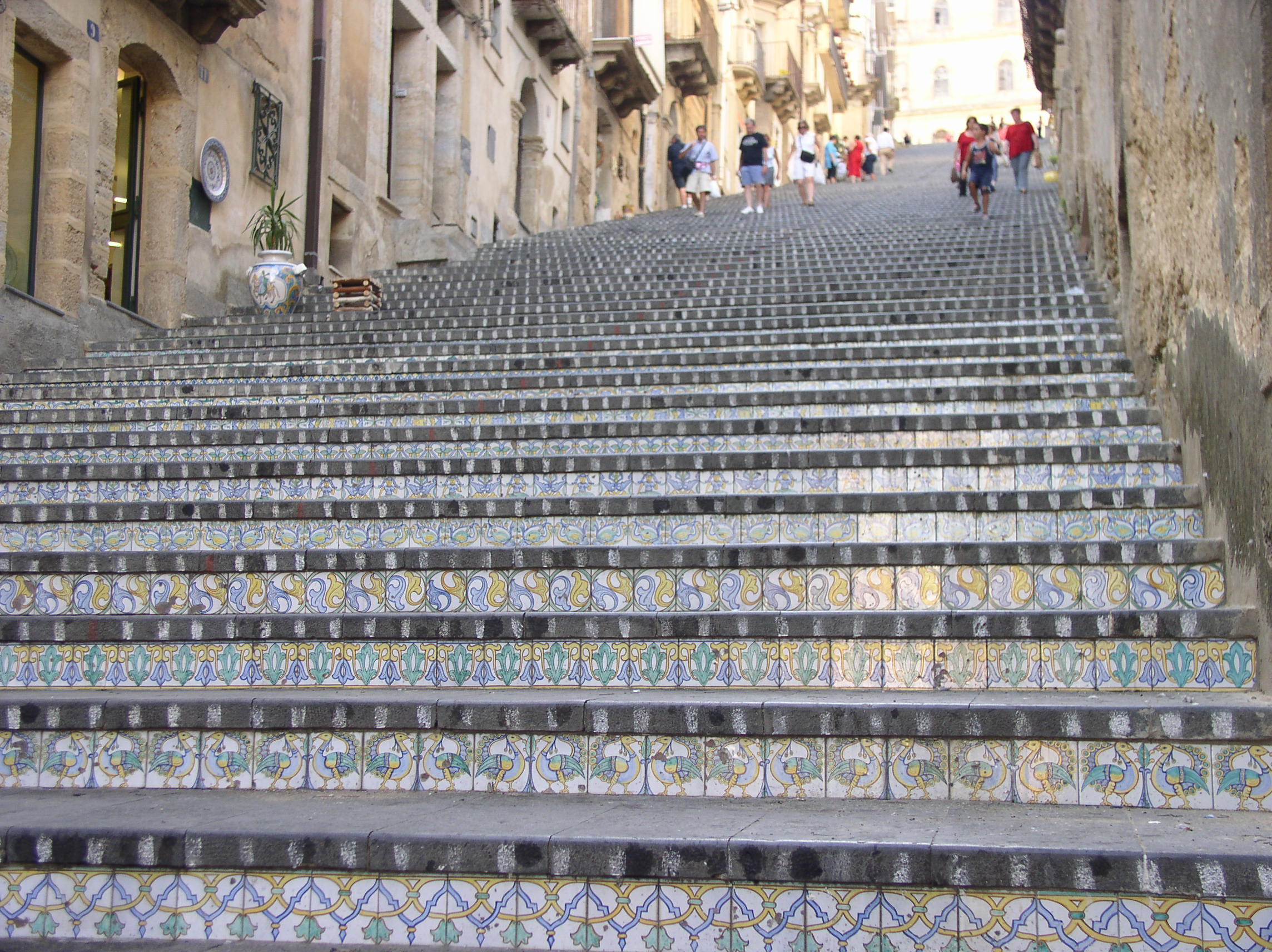
Treptele din ceramică din Caltagirone
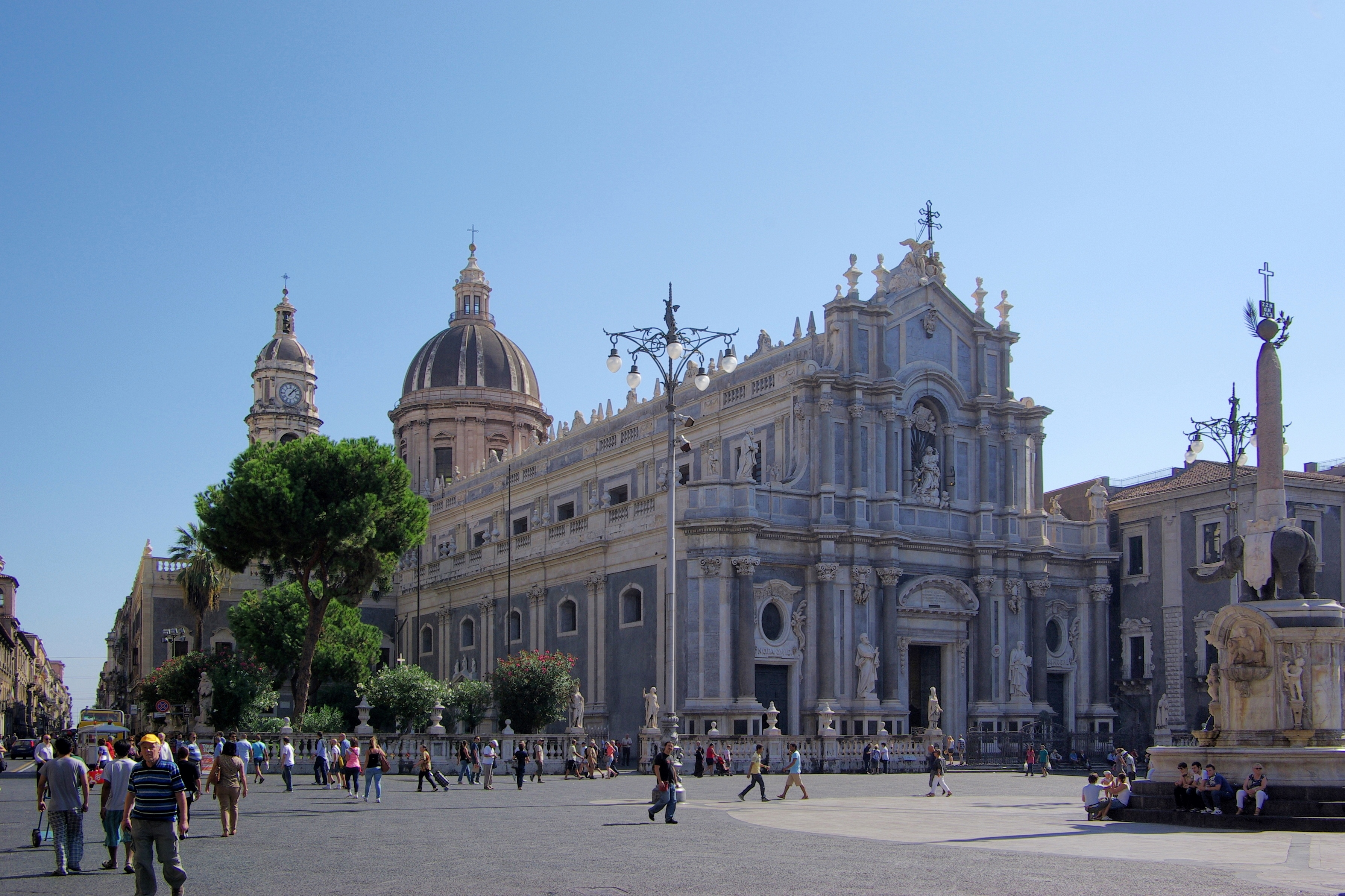
Domul din Catania
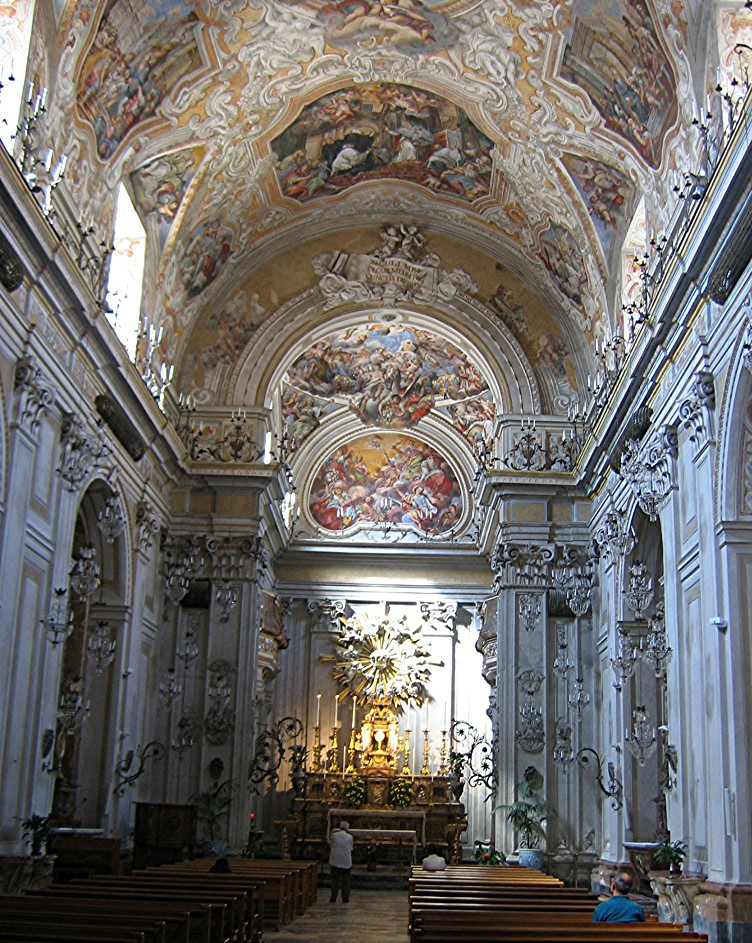
Biserica San Benedetto din Militello in Val di Catania
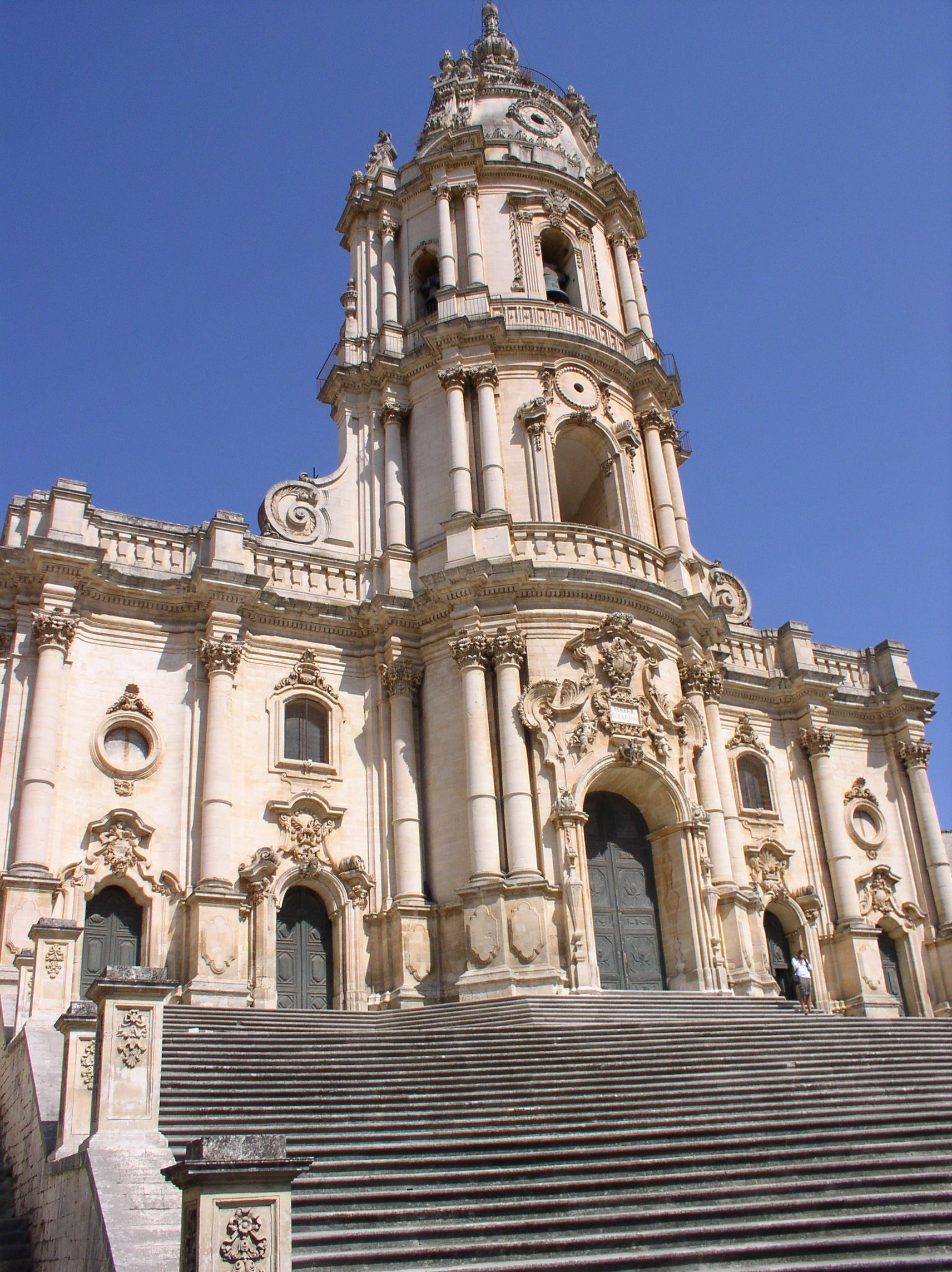
Catedrala din Modica
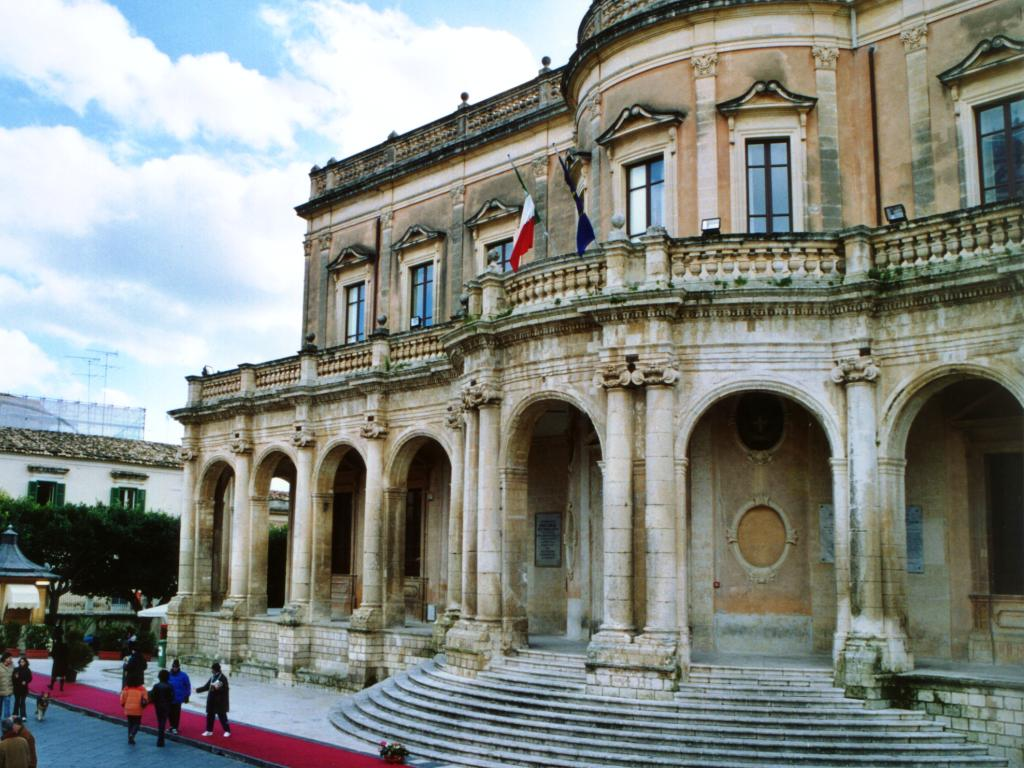
Palatul ducal din Noto
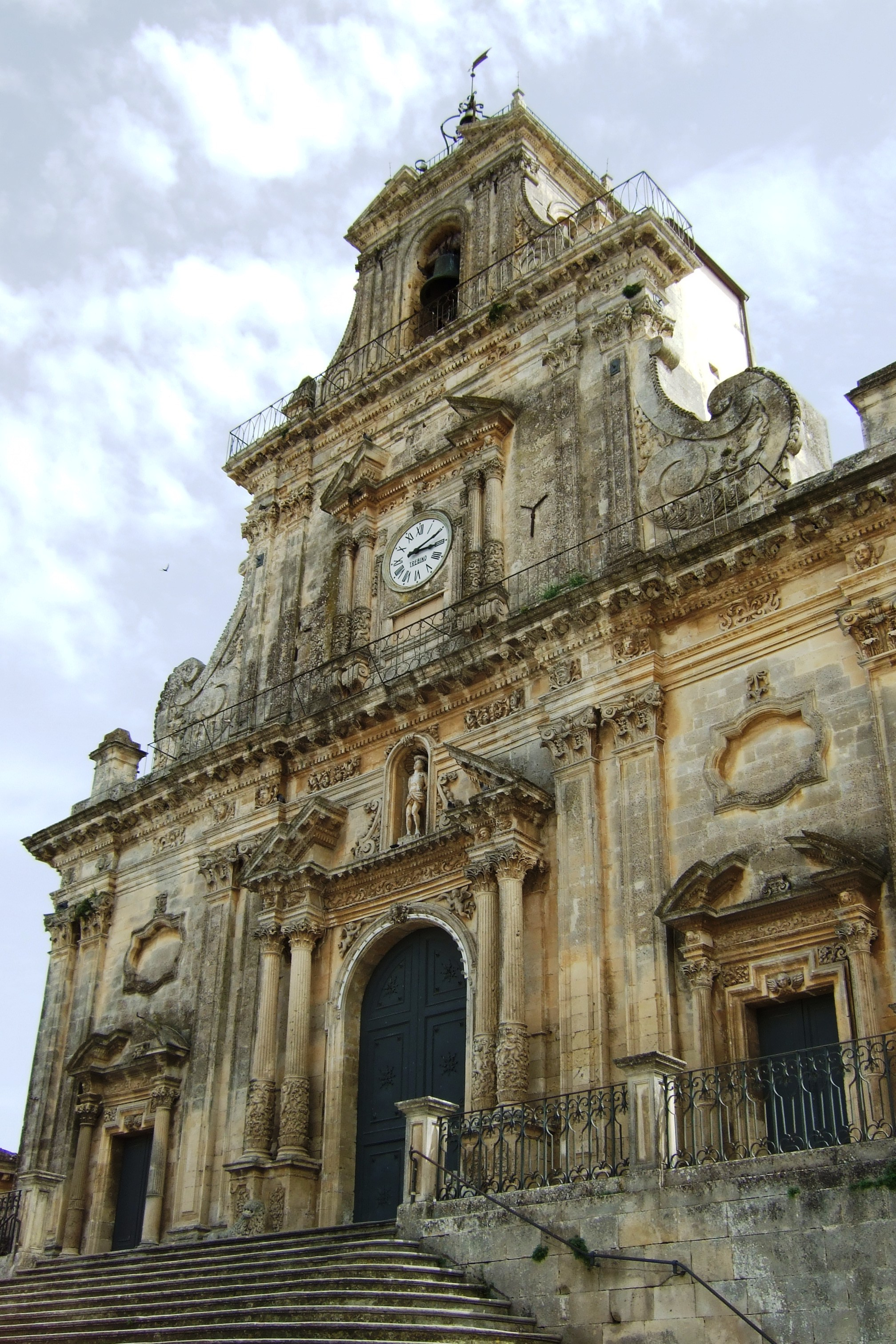
Biserica San Paolo din Palazzo Acreide
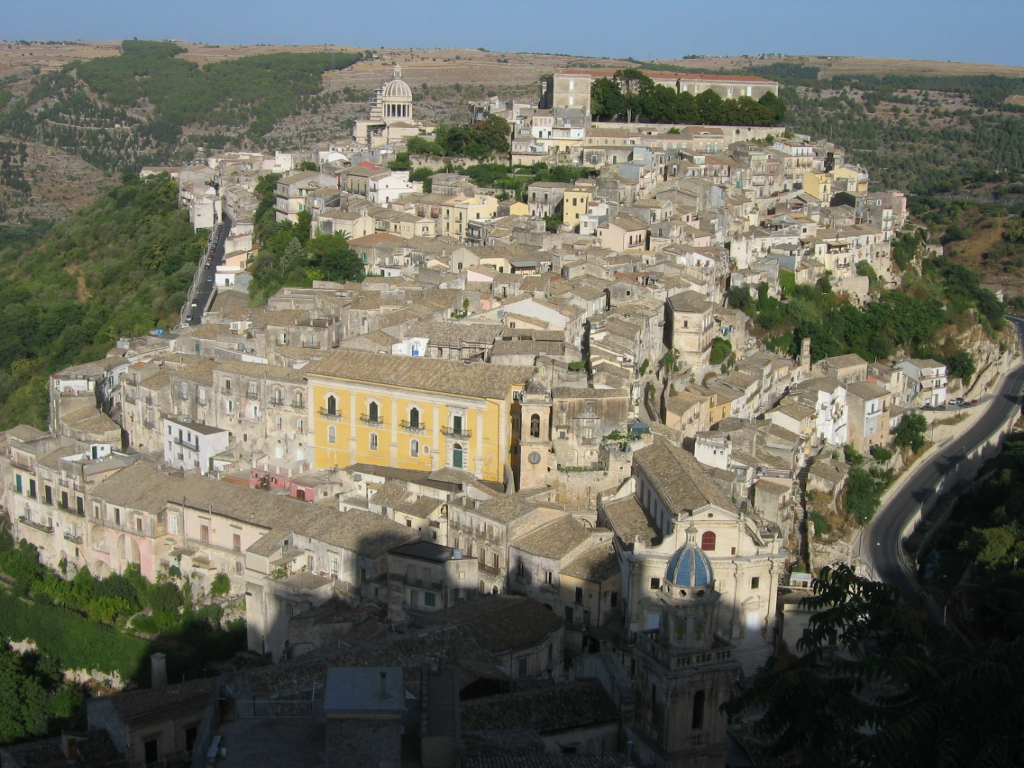
Oraşul vechi Ragusa Ibla
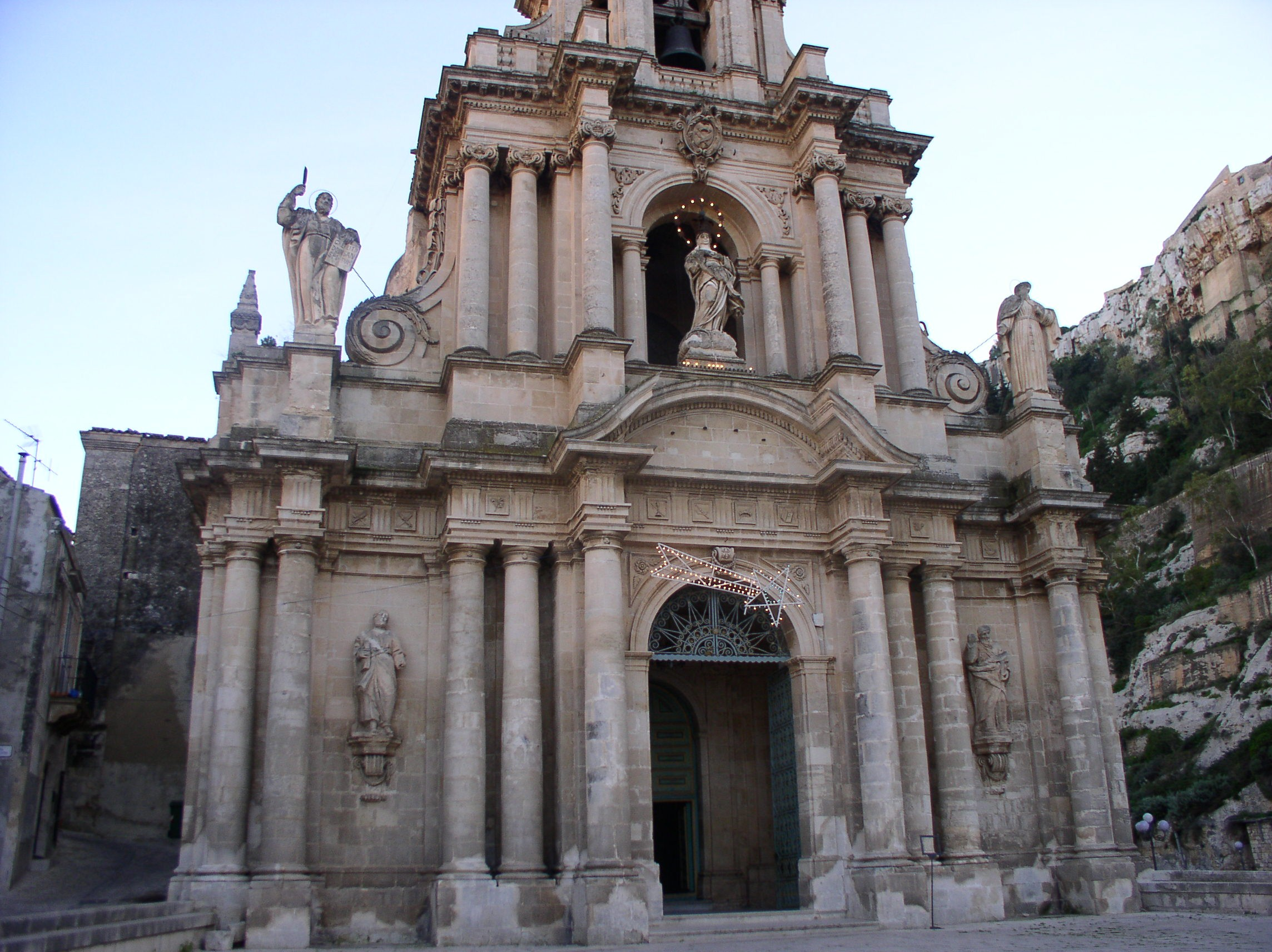
Biserica San Bartolomeo din Scicli